# Dave Versteeg
Dave Versteeg, né le 27 mars 1976 à Leyde, est un patineur de vitesse sur piste courte néerlandais.

## Biographie
Il participe aux Jeux olympiques de 1998 et arrive sixième du 500 mètres.